# Арман дю Камбу де Куален
Арман дю Камбу де Куален (фр. Armand du Cambout, duc de Coislin; Armand du Cambout, duc de Coislin; 1 вересня 1635, Париж — 16 вересня 1702, Париж) — французький полководець, генерал-лейтенант королівських військ Франції, герцог Куален, пер Франції, прево Парижа, член Французької академії (крісло № 25) з 1652 року.

## Біографія
Народився в аристократичній бретонській родині. Син генерал-полковника швейцарської гвардії та графині Кресі. Родич кардинала Рішельє .
1652 року у віці 16 з половиною років був обраний членом Французької академії .
Перший герцог Куален (1663—1702), барон Поншато і Ла-Рош-Бернар. Учасник коронації короля Франції Людовика XIV .
З серпня 1669 до 1685 року — прево Парижа .
Кавалер ордена Святого Духа з грудня 1688 року.
Мав шестеро дітей, серед яких були Анрі-Шарль дю Камбу де Куален (1664—1732), єпископ Мецу, пер Франції, член Французької академії та П'єр дю Камбу де Куален (1664—1710), член Французької академії .
Похований в соборі Сен-Дені .